# Inga Orechowa
Inga Orechowa (ukrainisch Інга Орєхова; * 10. November 1989 in Sewastopol, Ukrainische SSR, Sowjetunion) ist eine ukrainisch-österreichische Basketballspielerin.

## Laufbahn
Orechowa ist die Tochter der ukrainischen Basketballspieler Sergej Orechow und Swetlana Orechowa, die 1992 nach Österreich zogen.
Die 1,88 Meter messende Orechowa erlernte das Basketballspielen im Nachwuchsbereich von UKJ St. Pölten sowie des UBBC Herzogenburg. In Herzogenburg gelang ihr bereits als Jugendliche der Sprung in den Damenbereich. 2006 gewann sie mit den Niederösterreicherinnen die Staatsmeisterschaft sowie den Pokalbewerb. Auch ihre Mutter gehörte damals zum Kader Herzogenburgs, ihr Vater war Co-Trainer. Orechowa spielte für Österreichs U18-Nationalmannschaft.
Ab 2007 besuchte sie im US-Bundesstaat Kalifornien die Schule The Bishop's School und spielte dort bis 2010 Basketball. In der Saison 2010/11 stand die Aufbauspielerin im Kader des Northeastern Oklahoma A&M College und überzeugte dort mit 19,2 Punkten je Begegnung. Zwischen 2011 und 2014 spielte Orechowa an der University of Southern Florida. In insgesamt 87 Einsätzen stand sie 84 Mal in der Anfangsaufstellung und erreichte einen Mittelwert von 12,3 Punkten pro Partie.
Im Draftverfahren der US-Liga WNBA im Jahr 2014 wurde Orechowa von Atlanta Dream ausgewählt (2. Runde, 18. Stelle). Sie war die erste Österreicherin, deren Name bei der Talentvergabe der WNBA aufgerufen wurde. Sie wurde im Mai 2014 in zwei WNBA-Spielen eingesetzt, Anfang Juni 2014 jedoch aus Atlantas Aufgebot gestrichen. In der Saison 2014/15 stand sie beim belgischen Erstligisten Belfius Namur unter Vertrag. Sie erzielte in der Liga 10,2 Punkte sowie 5,2 Rebounds je Begegnung und sammelte ebenfalls Europapokalerfahrung mit Namur.
In der 2015er WNBA-Spielzeit gehörte sie zeitweilig zum Aufgebot von Connecticut Sun. Sie wurde in vier Spielen eingesetzt, Anfang Juli 2018 endete ihr Gastspiel in Connecticut. Im Sommer 2015 unterschrieb sie beim türkischen Verein Mersin Büyükşehir Belediyespor, Anfang Oktober 2015 wurde der Vertrag noch vor dem Saisonauftakt aufgelöst. Kurz darauf kehrte sie zu Belfius Namur nach Belgien zurück. Anschließend legte sie eine Pause ein, im November 2016 gebar sie eine Tochter, der Vater ist der US-amerikanische Basketballspieler Richie Williams.
In der Saison 2019/20 kehrte sie aufs Spielfeld zurück und verstärkte den finnischen Erstligisten Espoo Basket. Im Vorfeld der Saison 2021/22 schloss sie sich Peli-Karhut (ebenfalls Finnland) an. Im Sommer 2023 ging sie zum SKN St. Pölten. Sie gewann mit St. Pölten 2024 die österreichische Meisterschaft und wurde als beste Spielerin der Finalserie ausgezeichnet.
2025 schloss sich Orechowa dem Vienna D.C. Timberwolves an.